# Monelata cincta
Monelata cincta är en stekelart som först beskrevs av Alexander Henry Haliday 1857.  Monelata cincta ingår i släktet Monelata, och familjen hyllhornsteklar. Arten är reproducerande i Sverige.